# جبل برد
جبل برد يقع في محافظة ريمة.
يبلغ ارتفاعه عن مستوى سطح البحر 2850 متراً تقريباً.
ويقع في مديرية كسمة.